# Orestia heikertingeri
Orestia heikertingeri es una especie de insecto coleóptero de la familia Chrysomelidae.
Fue descrita científicamente en 1974 por Leonardi.